# Naturschutz-Akademie Hessen

Logo der NAH

Die Naturschutz-Akademie Hessen (NAH) ist eine Einrichtung des Landes Hessen und des Naturschutz-Zentrums Hessen e.V. in Wetzlar. Ziel der NAH ist es, die Fortbildung im Naturschutz zu organisieren und zu koordinieren sowie Bildungsangebote verschiedener Träger in Hessen miteinander abzustimmen.
Das Naturschutz-Zentrum hat die Rechtsform eines gemeinnützigen eingetragenen Vereins. Seine Wirtschaftstätigkeit nimmt die NZH Projekt GmbH wahr. Unterstützt wird das Zentrum durch einen Förderkreis. Das NZH ist der hessische Vertreter im „Bundesweiten Arbeitskreis der staatlich getragenen Bildungsstätten im Natur- und Umweltschutz“ (BANU).
Zum Ende 2021 wurde die Naturschutz-Akademie Hessen in das neue Zentrum für Artenvielfalt integriert.

## Aufgaben
Der Verein übernimmt folgende Aufgaben:
- Fortbildung für Privatpersonen, die im Naturschutz ehrenamtlich tätig sind.
- Organisation von Fachverbänden und Arbeitsgemeinschaften im Naturschutz.
- Trägerschaft des FÖJ in Hessen.
- Durchführung von Projekten der Natur- und Umweltbildung.

Aufgaben des Landes Hessen innerhalb der NAH sind:
- Fortbildung des mit Naturschutzaufgaben beschäftigten Personals des Landes, der Kreise und Kommunen sowie der Landesbetriebe.
- Koordinierung und konzeptionelle Ausgestaltung des FÖJ in Hessen,
- Fortbildung und Projekte im Bereich der Umwelterziehung,
- Koordinierung und konzeptionelle Ausgestaltung von Projekten der Natur- und Umweltbildung, pädagogische Konzepte und Materialien zur umweltpädagogischen Begleitung.

## Projekte
Die NAH organisiert folgende Projekte:
- Schulgarten: Die NAH unterstützt landesweit naturnahe Schulgärten.
- Satelliten-Geografie: Durch den Einsatz neuer Medien können Aspekte des topografischen Grundwissens mit Kenntnissen geografischer Arbeitstechniken vertieft werden.
- Lernorte: Ein von der NAH mit Partnern entwickeltes Konzept zur Erschließung von Naturräumen als Lernorte.

## Der NZH-Verein
Das Naturschutz-Zentrum Hessen e.V. ist eine der beiden Säulen der NAH. Der Verein wurde 1976 als Verbindungsglied zwischen dem amtlichen und dem ehrenamtlichen Natur- und Umweltschutz in Hessen gegründet. Diese Funktion wird durch die besondere Mitgliedsstruktur möglich: Mitglieder sind die wichtigsten hessischen Verbände des Natur- und Umweltschutzes (NABU Hessen, BUND Hessen u. a.) sowie das Land Hessen selbst. Außerdem sind der Lahn-Dill-Kreis und die Stadt Wetzlar Mitglieder.